# Chevrolet Tracker
O Chevrolet Tracker é um carro tipo Utilitário Esportivo/Crossover compacto fabricado pela General Motors.
Em 2022, o Tracker, SUV mais vendido do Brasil, alcançou a marca de 250 mil unidades produzidas na fábrica de São Caetano do Sul, São Paulo.

## Primeira geração

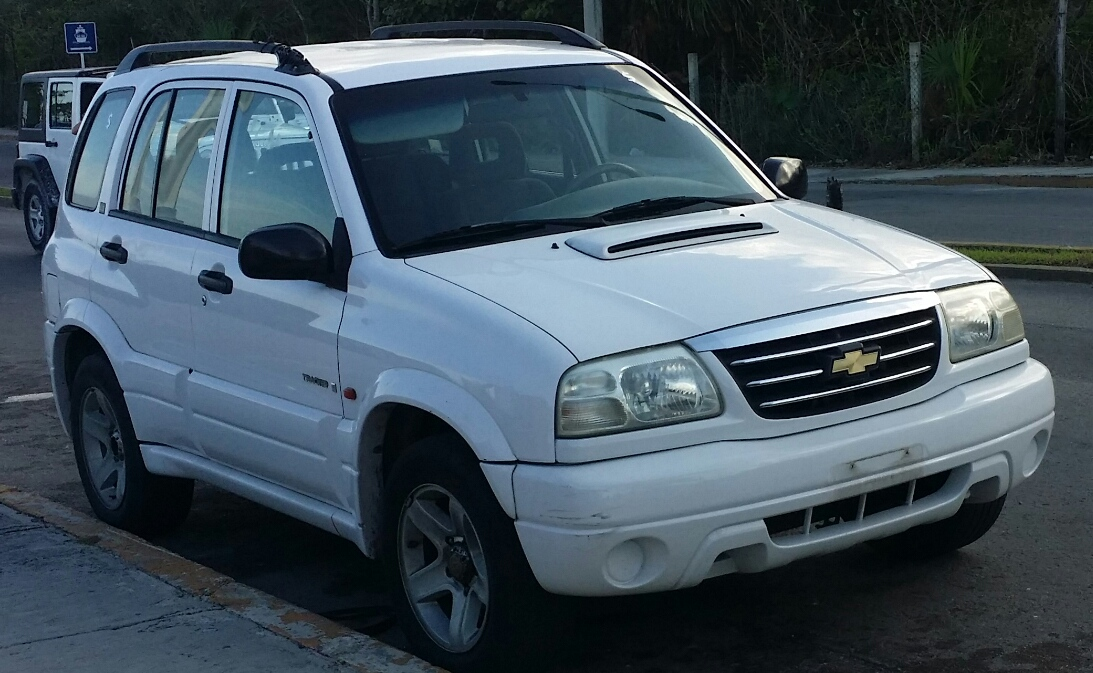
A primeira geração do Chevrolet Tracker era importada da Argentina.

Modelo vendido no Brasil entre 2001 e 2007, nada mais era que um Suzuki Grand Vitara de gerações anteriores com caracterização Chevrolet e até 2020, foi a única geração do modelo a ter tração 4X4 e apelo off road. Por conta do preço elevado por ser um modelo a diesel, aliado a um projeto defasado em relação aos concorrentes, o modelo saiu de linha sem fazer muito sucesso no mercado, mas é o que carrega o maior número de fãs exatamente por ser a única geração com alguma aptidão fora de estrada.

## Segunda geração
Em outubro de 2013, a GM traz novamente para o Brasil o Chevrolet Tracker, totalmente modificado, com projeto desenvolvido em parceria com a Chevrolet da Coréia, plataforma de Sonic e com um visual bem moderno para a época. O SUV/Crossover era importado do México e possuía versões LT e LTZ, ambas com o mesmo motor Ecotech 1.8 do Cruze, com 140/144 cv de potência e 17,8/18,9 kgfm.

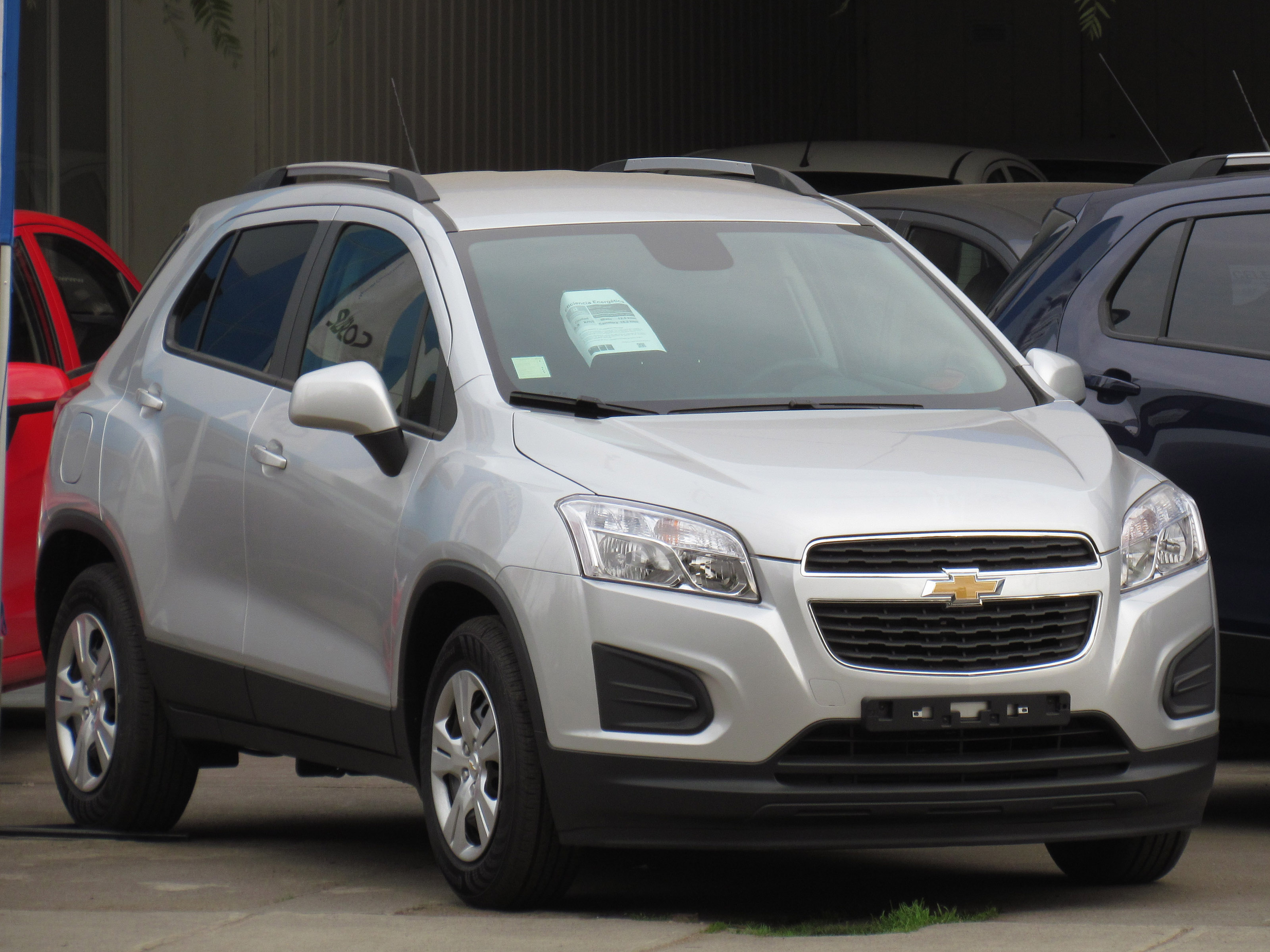
Segunda geração do Chevrolet Tracker na América do Sul e Rússia, também chamado Trax em outros países.

Em 2016, o modelo foi reestilizado e ganhou motor 1.4 Turbo do Cruze como item de série, com 150/153 cv (gasolina/etanol) de potência e 24/24,5 kgfm a 2.000 rpm. Mesmo com este motor, as vendas continuaram baixas, muito por conta do seu porta-malas, o menor da categoria e que não condizia com o que a maioria dos concorrentes oferecia. Também é conhecido como Opel Mokka na Europa, Buick Encore nos Estados Unidos e China, Vauxhall Mokka no Reino Unido e Holden Trax na Austrália.

## Terceira geração
Em 2020, a GM do Brasil avistou na Tracker a oportunidade de aumentar sua participação no mercado brasileiro, ávido por Crossovers compactos, já que as gerações anteriores nunca fizeram grande sucesso comercial neste mercado. Hoje o carro é fabricado em São Caetano do Sul, São Paulo.
Projetado na China assim como seus irmãos Onix e Ônix Plus, o modelo tem foco em mercados emergentes e não será lançado na Europa ou EUA. Isso porque a Chevrolet já não está mais presente na Europa e recentemente vendeu a sua subsidiária Opel para o Grupo PSA. Com relação aos EUA, a matriz da empresa preferiu manter a geração anterior em linha, vendida como Chevrolet Trax.
Concorrente de modelos como o Volkswagen T-Cross, Honda HR-V, Nissan Kicks, Hyundai Creta, entre outros, o modelo possui características comuns à concorrência, como altura um pouco mais elevada que carros hatches e sedãs e bom espaço interno. Até o modelo 2020, a Tracker não possui opção de tração nas 4 rodas, algo que apenas os concorrentes Ford Ecosport e Jeep Renegade possuíam.
Sua motorização perdeu potência e torque (e desempenho) em relação à geração anterior, sendo agora oferecida com um motor 1.0 turbo sem injeção direta (116/116 cv de potência e 16,3/16,8 kgfm) e 1.2 com as mesmas características (132/133 cv de potência e 19,4/21,4 kgfm). Apesar da perda em desempenho, o consumo melhorou consideravelmente.
Por conta da crise causada pela Pandemia de COVID-19, ainda não é possível medir o sucesso comercial do modelo, uma vez que o fechamento do comércio em geral reduziu as vendas de veículos leves em até 90%.